# Kevin Godley
Kevin Godley (Kevin Michael Godley, Prestwich, Grande Manchester, 7 de Outubro de 1945) é um músico britânico. 
Além de músico, Kevin trabalha como Director de videoclips. 
Godley compõe, canta e toca bateria e percussão. Em 1990, a sua produção beneficente  "One World One Voice" foi lançada em CD no Reino Unido.
O músico recentemente reuniu-se com outro ex-membro do 10cc, Graham Gouldman para formar a banda, GG/06. Juntos, eles gravaram novas canções que estão actualmente disponíveis através do site oficial da banda.

## Ligação externa
- Sítio oficial de GG06 (em inglês)